# トーマス・J・ワトソン
トーマス・ジョン・ワトソン・シニア（Thomas John Watson, Sr.、1874年2月17日 - 1956年6月19日）は、インターナショナル・ビジネス・マシーンズ（IBM）社の初代社長である。厳密には同社の「創立者」ではないが、1914年から1956年までIBMのトップとして同社を世界的大企業に育て上げた人物であり、実質上のIBMの創立者とされることが多い。IBM独自の経営スタイルと企業文化を生み出し、パンチカードを使ったタビュレーティングマシンを主力として、非常に効率的な販売組織へと成長させた。たたき上げた一流の実業家であり、生前は世界一の富豪として知られ、その死に際しては「世界一偉大なセールスマン」と賞賛された。

## 生い立ちと初期の職歴
トーマス・ワトソンとジェーン・フルトン・ホワイト・ワトソンの唯一の息子としてニューヨーク州キャンベルで生まれた。上に4人の姉がいる。父はニューヨーク州の南部中央、エルマイラから西に数マイルのペインテドポストで農業と林業を営んでいた。ワトソンはキャンベルにある一家の農場で働きながら1870年代末ごろに近くの小学校 District School Number Five に通い始めた。10代になるとアディソンの Addison Academy に入学している。
職業教育を1日で放棄したワトソンは、エルマイラの Miller School of Commerce で1年間、経理とビジネスのコースをとった。1891年にその学校を退学すると、ペインテドポストの商店 Clarence Risley's Market で簿記係として週6ドルで働くようになった。1年後、近所の金物屋 (William Bronsons) の作ったオルガンとピアノを行商していたジョージ・コーンウェルについて行商するようになる。これがワトソンのセールスマンとしての原点である。コーンウェルがこの地を去ると、ワトソンは1人で行商するようになり、週に10ドルを得るようになった。その2年後、委託契約なら週に70ドル稼げることに気づく。この発見の衝撃は大きく、行商を辞めて近くの大都市バッファローに出ることを決意したほどだった。
バッファローで短期間だけ Wheeler and Wilcox のミシンのセールスマンを経験。トーマス・J・ワトソン・ジュニアの自伝には次のような記述がある。

ある日、父は販売契約成立を祝って道端の酒場で大酒を飲んだ。酒場が閉まったころ、彼は何もかも（馬と馬車と見本）を全て盗まれたことに気づいた。Wheeler and Wilcox は彼をクビにし、彼がなくした物の弁償を要求した。この話は当然ながら広まったため、父は別の定職を得るのに1年以上かかった。

後にワトソンは飲酒についてIBMで厳しい規則を実施する。ジュニアはさらに次のように記している。

この逸話は、父が数万人の従業員に規則を強制したことを説明するのに役立っただろうが、あまりにひどい話なのでIBMの伝承とはしなかった。

次の仕事は、評判の悪い興行師 C.B. Barron が創業した Buffalo Building and Loan Company の株を行商する仕事だった。生涯メソジストだったワトソンは、その仕事に就いたことを後悔した。Barron は集めた資金を持って失踪した。その次はバッファローで精肉店を開業したが、すぐに失敗し、ワトソンは金も職もない状況となった。
　突然の肉屋経営は以下のような経緯になります。
　このころ食料品のチェーンストアが流行り出したところで、ワトソンもブームにのり、バッファローに肉屋の店を持ちチェーンストアを作ろうとしました。
　計画としては、店員を雇い店の経営を任せ、ワトソンは店からの儲けを再投資し資金を増やし、さらにC.B. Barron 行っていた株のセールスの手数料も含め、肉屋の資金にしていくという方法でした。こうして資金が大きくなり、次々と肉屋の店舗を作りチェーンストアとして機能させていくというものでした。
　最初の店を開いて間もなくC.B. Barronがワトソンの資金まで横領して町から消え去ってしまい失敗に終わります。
　ただこのとき肉屋の経営を店員に任せる際、売り上げを胡麻化されないようにＮＣＲのキャッシュレジスターを信用買いしています

## NCR
精肉店には新たに分割払いで購入したNCR製キャッシュレジスターがあり、精肉店の新しいオーナーへの分割払いの引継ぎを手配する必要があった。そのためにNCRを訪れたとき、ジョン・J・レンジという人物に会い、仕事はないかと相談した。NCRに就職すると決意したワトソンは、レンジを何度も訪問し、ついに1896年11月、販売見習いとして雇われることになった。
ジョン・ヘンリー・パターソン率いるNCRは、当時の主要な販売組織の1つで、バッファロー支店長のジョン・J・レンジはワトソンの父親的人物となり、ワトソンは彼の販売と管理のスタイルを学んだ。1952年のインタビューでワトソンは、レンジから最も多くのことを学んだと述べている。レンジに導かれ、東部で一番のセールスマンといわれるようになり、週に100ドルを稼ぐようになった。

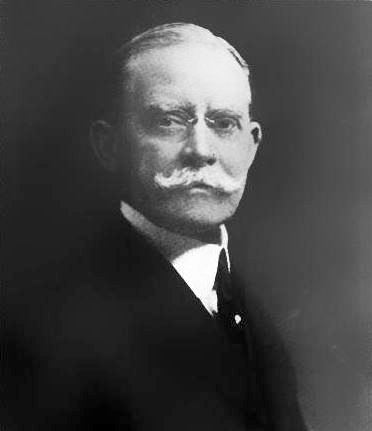
NCR社長だったジョン・パターソン

数年後、ニューヨーク州ロチェスターの苦戦しているNCR代理店を任された。エージェントとして35%のコミッションを得るようになり、NCRのナンバーツーだったヒュー・チャルマーズに直接報告するようになった。主要な競合相手だった Hallwood を叩くため、時々 Hallwood 製の機械を使っている店にいって破壊工作するなどの手を使い、4年でロチェスターでのNCRの独占を築いた。その手腕を買われ、オハイオ州デイトンのNCR本社に配属となる。

### 独占禁止法違反事件
本社でワトソンに割り当てられた仕事は、中古キャッシュレジスター市場での競争相手を打ち負かすことだった。その手法は胸を張って合法といえるものではなかった。伝えられるところによると、ワトソンはNCRの資金を使ってNCRとは一見無関係を装った会社 Watson's Cash Register and Second Hand Exchange をマンハッタンで立ち上げた。NCRからの無制限な資金供給を背景として、利益を上げるのが目的ではないため、徐々に市場を独占していった。競争相手が弱って買収できるようになったら、即座に買収した。その後フィラデルフィアに移って全米各地で同様の手法で中古市場の独占を図り、NCRは新品の市場で既に確立していた独占に近い状態を中古市場でも作り出すことに成功した。1908年、中古市場事業が通常の営業部門に統合されると、ワトソンは営業副本部長に就任。1910年には営業本部長に昇進し、新製品開発も担当するようになった。
この問題のある中古販売ビジネスについて、ワトソンは後にその意味をよく理解していなかったと主張している。実際、与えられた仕事に没頭するあまり、パターソンの深謀を完全には理解できなかったと考えられないこともない。それでも、これは明らかに独占禁止法違反だった。1912年2月22日、パターソンを含むNCRの管理職30名と共に、ワトソンは独占禁止法違反で起訴された。
公判の6カ月前、後に妻となるジャネット・キトリッジと出会っている。そして公判が終わった2週間後の1913年2月13日に結婚した。裁判では有罪を宣告され、5,000ドルの罰金とマイアミ郡刑務所での1年間の収監を言い渡されている。罰金は判例から予想されていたが、収監は予想外で、ワトソンは控訴した。一方でパターソンはオハイオ州デイトンの1913年の洪水の際に人道援助を行っており、告訴が退けられている。同様にワトソンの控訴は成功し、先の評決は控訴審まで破棄された。しかし政府は控訴審を開く手間をかけないことを選択し、1915年にワトソンは全ての嫌疑について無罪とされることになった。
行き過ぎはあったが、NCRの販売手法は事務機器を販売するに当たっての最も効果的なものであった。例えば、販売特約店網の整備、直販営業部門の整備、セールスマンの歩合制とノルマ制、事務機器会社として世界初の開発部門の整備（マーケティング上有効）などである。当時の風潮として、事務機器を売るならNCRのセールスマンを雇えばよいとする考えが業界に存在していた。従って、裁判係争中のワトソンが後にIBMとなる会社に高待遇で迎えられたのも不思議なことではない。

## IBMのトップとして

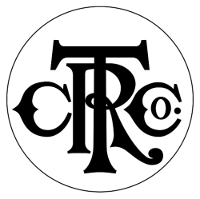
C-T-R社のロゴ

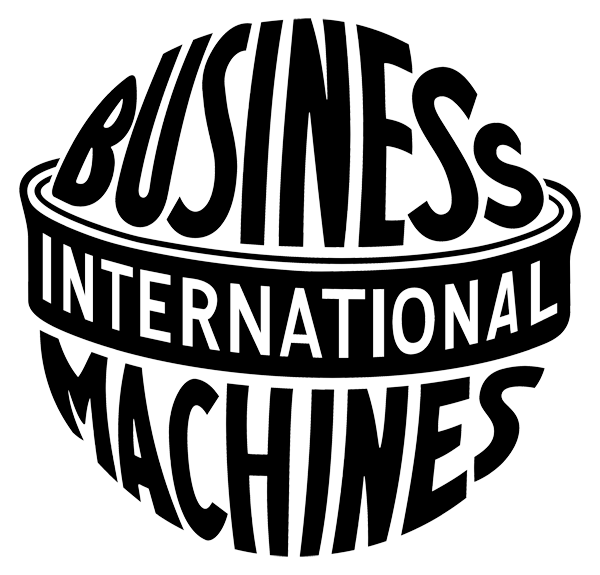
改称当初のIBMのロゴ

1914年5月1日、コンピューティング・タビュレーティング・レコーディング・コーポレーション (Computing Tabulating-Recording Corporation、略称：C-T-R) の事業部長に就任。C-T-R社はハーマン・ホレリスのタビュレーティング・マシーンズ社などが母体となった企業で、当時1300人の従業員がいて、年間900万ドルの売り上げだった。翌年には社長に選ばれている。1924年、社名を International Business Machines (IBM) に改称。ワトソンはこの会社を強力に育て上げ、1952年には連邦政府から独占禁止法違反で訴えられるまでになった。当時、IBMは全米のタビュレーティングマシンの90%を所有して顧客にリースしていた。1956年に死去したとき、IBMの売り上げは年間8億9700万ドル、従業員数は72,500人にまで成長していた。
ワトソンは、自身の職務の最重要部分は販売部門の動機付けと心得ていた。セールスマン養成学校のIBMスクールを設立し、NCRの販売手法（ノルマ制、歩合制など）など彼の販売理論を教え込んだ。社では彼への個人崇拝が広まり、全社に彼の写真や「THINK」のモットーが掲げられた。社歌ではワトソンへの賛美が歌われた。
1929年の世界恐慌に際しても、ワトソンが導入した賃貸制（機械を顧客に販売するのではなくリースして賃料を得る）により、IBMは新たな販売が滞っても既にリースしている多くの顧客から安定した収入が得られるため、不況にも影響を受けにくい体質ができていた。また、IBMの安定経営を支えるものとしてパンチカード自体の販売がある。顧客は機械が紙詰まりを起こさないようにするためにIBM製のカードを購入しなければならない。これは、カメラも販売するフイルム会社や電気かみそりと替え刃を販売する会社などと同じ発想である。ワトソンは新規販売が激減しても強気で工場をフル稼働させ、大量の在庫を抱えた。しかし、フランクリン・ルーズベルトが大統領となりニューディール政策が実施されるにあたって、全国の労働者の雇用記録を整理する必要が生じ、そこにIBMの在庫が大量に導入されたのである。
生涯にわたって、ワトソンは外交面でも事業面でも国際関係に深い興味を持っていた。フランクリン・ルーズベルトのニューヨークにおける非公式な大使として知られ、海外からの政治家をしばしば接待した。1937年、国際商業会議所 (ICC) の代表に選ばれ、同年ベルリンで開催された隔年会合で "World Peace Through World Trade"（国際貿易を通じた世界平和）と題した基調講演を行った。このフレーズはICCとIBMのスローガンとなった。
IBMのヨーロッパ子会社デホマク（のちのIBMドイツ）は、ナチス・ドイツの国勢調査のためのパンチカード機器を提供した。この機器はドイツにとって不可欠だったため、デホマクはドイツによる外国企業接収政策の例外とされた。デホマクの製品はユダヤ人の識別にも使われた。上述の国際商工会議所が開催した1937年の会議でベルリンを訪問した際、6月28日にドイツ首相アドルフ・ヒトラーと会見を果たした。ワトソンはヒトラーに平和を訴え、不戦の約束を取り付けた。この訪独で、ヒトラーから Eagle with Star メダルを授与されている。外国人に許される勲章としては2番目に高位のものである。これらの動きにより、アメリカ企業の対独進出はいくらか回復した。また、ソビエト連邦ともビジネスで関係を持った（後に長男はレンドリースに関わり、カーター政権で駐ソ大使となっている）。
しかし、ヒトラーはワトソンへの約束を無視し、第二次世界大戦が勃発した。ワトソンはメダルを返還し、開戦を非難した。ヒトラーはこれに怒り、ワトソンの入国を禁止し、デホマクの重役をナチと関係者に挿げ替えた。ただしその交換条件としてデホマク株の所有権は認められ、引き続き配当が支払われた。また、デホマクへのパンチカードの供給は占領下のヨーロッパにあったIBMの支社を経由して継続しており、永世中立国であるスイスのIBM支社長を経由してデホマクについての法的権限を維持しようとした形跡が後に見つかった文書で明らかとなっているが、それにワトソンが直接関与していたかどうかは不明である。
同じころ、IBMは米国の戦争準備と戦争に深く関与した。社を挙げた戦争支援が行われ、軍用に多数のデータ処理装置を生産し、アナログコンピュータの実験も行った。またワトソンは "1% doctrine" という方針を打ち出し、米軍向けの物資供給では1%以上の収益を上げないことを明言した。軍に入隊した社員へは給与の4分の1が支払われ、軍向けの収益は全額が戦死した社員の遺族への基金とされた。
ワトソンは戦争の進展に個人的に強い関心を持っていた。長男のトーマス・J・ワトソン・ジュニアはアメリカ陸軍航空隊に入隊し、爆撃機のパイロットになっていた。しかし間もなくフォレット・ブラッドレー少将に見込まれ副官兼専属パイロットとなった。ブラッドレーはソ連へのレンドリース法関連物資の輸送責任者だった。また、末っ子のアーサー・K・ワトソンも戦争中に陸軍に入っている。

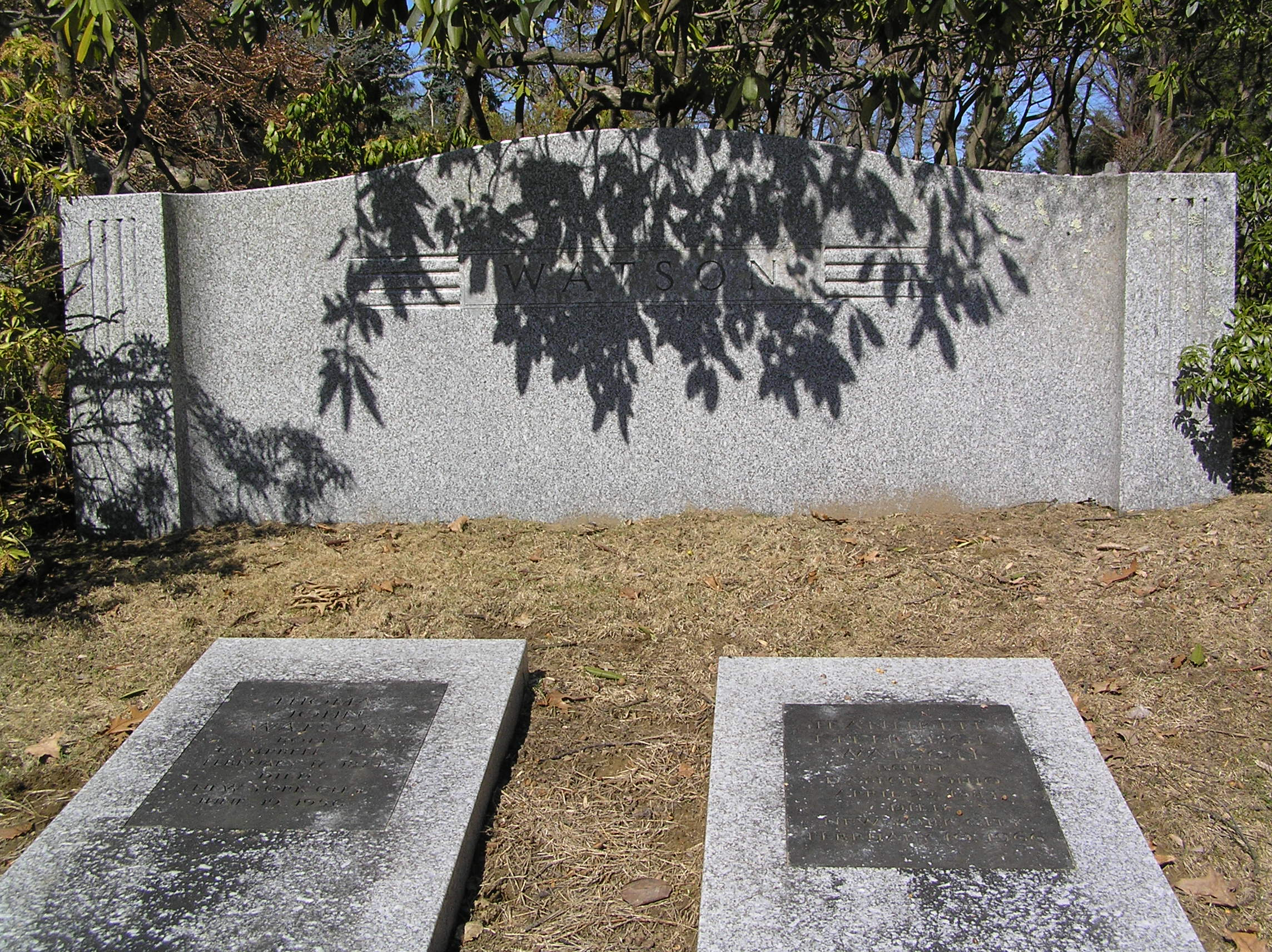
トーマス・J・ワトソン・シニアの墓

ワトソンは、出身地にも近くIBMの拠点にも近いビンガムトンに大学を創設する計画に関与した。1946年にはIBMが土地と資金を提供してシラキュース大学の分校として Triple Cities College が創設された。この大学は後にハーパー・カレッジと呼ばれるようになり、最終的にニューヨーク州立大学ビンガムトン校となった。同大学の応用科学科はワトソンの名を冠している。
終戦のころから、ワトソンは、些細なことで激怒するなど情緒が不安定になり、周囲との軋轢が増した。空軍からIBMに戻った長男のトーマス・J・ワトソン・ジュニア（IBM関係者にはトムと呼ばれることがある）との対立も激しくなった。
ワトソンは1949年9月にIBMの名誉会長に就任した。同年、トムは副社長に就任している。朝鮮戦争をきっかけにトムは軍向けのコンピュータ事業へ大規模な投資をしようとしたが、ワトソンはリスクを恐れ消極的だった。1952年には司法省が独占禁止法違反でIBMを訴えた。IBMは当時、米国内のタビュレーティングマシンの90パーセントのシェアを持っていた。トムはワトソンの反対を無視し、独断で同意にサインした。しかしワトソンは秘書を通じトムに「100%お前を信頼し評価する」と伝えた。
1956年5月8日、ワトソンはIBMの経営権をトムに引き継いだ。翌月、82歳で死去。死期を悟ったのだろうとトムは語っている。

## 私生活
ワトソンは1913年4月17日、ジャネット・M・キトリッジ（デイトンの鉄道家の娘）と結婚。2人の息子と2人の娘を儲けた。
1. トーマス・J・ワトソン・ジュニア - IBMの会長職を継いだ。ジミー・カーター政権では駐ソビエト連邦大使を務めた。
2. ジャネット・ワトソン・アーウィン - ジョン・ニコル・アーウィン（政治家、駐フランス大使など）と結婚
3. ヘレン・ワトソン・バックナー - ニューヨーク市の有名な慈善家となった。
4. アーサー・K・ワトソン - IBM World Trade Corporation 社長。後に駐フランス大使。

ウィリアム・タフト政権時代に告発されウッドロウ・ウィルソン政権時代に無罪確定したことから民主党員となり、ルーズベルトの熱心な支持者だった。民主党内でも最も有名な実業家だった。
1933年6月6日、コロンビア大学の評議員に就任し、亡くなるまで熱心に務め、ドワイト・D・アイゼンハワーの学長選での工作を行った。
1940年代にボーイスカウトアメリカ連盟の運営委員会の委員となり、一時期は国際スカウト委員も務めた。1944年にはシルバー・バッファロー章を授与された。
1990年、Junior Achievement の U.S. Business Hall of Fame に選ばれた。

## 有名な誤った引用
ワトソンは1943年に「コンピュータは全世界で5台ぐらいしか売れないと思う」と言ったとされているが、証拠は不十分である。Author Kevin Maney は引用の元を探したが、ワトソンのどのスピーチや文書からもその文章は見つけられなかったし、当時のIBMに関する記事などを見てもそのような言葉は出てこない。インターネット上で初めてこの言葉の引用が見られるのは1986年のネットニュースでのことで、発信元はコンベックス・コンピュータであり、"'I think there is a world market for about five computers' —Remark attributed to Thomas J. Watson (Chairman of the Board of International Business Machines), 1943" と記されていた。別の引用は1985年5月15日、San Diego Evening Tribune 紙の記者 Neil Morgan のコラムである。さらに初期の引用として Christopher Cerf と Victor S. Navasky の1984年の著書 The Experts Speak があるが、これは Morgan と Langford の著書 Facts and Fallacies からの引用とされている。Annals of the History of Computing 誌の編集者 Eric Weiss はこれらの引用をいずれも疑わしいと1985年の時点で記している。
1985年、この話がネットニュース (net.misc) でワトソンの名は出さずに話題になった。議論の発端は不明だが、ケンブリッジ大学数学教授 ダグラス・ハートリー の1951年ごろの次の言葉がよく似ているという話が出ている。

私は、微分解析機をイギリスで初めて作り、誰よりもその特殊なコンピュータの利用経験のあるダグラス・ハートリー教授に会いに行った。彼は個人的意見として、この国で必要な計算は当時1つはケンブリッジで、1つはテディントンで、1つはマンチェスターで製作中だった3つのコンピュータでまかなえるだろうと言った。彼はまた、誰もそのようなマシンを所有する必要はないし、そもそも購入するには高すぎる、とも言っていた。

ハワード・エイケンも1952年に似たような言葉を残している。

あちこちの研究所に半ダースほどの大規模コンピュータがあれば、この国のあらゆる計算の要求に対応できるだろう。

この誤った引用は、5台ではなく「50台」と言い換えられることも多い。
なお、この話は1973年には既に伝説として語られており、エコノミスト紙に「よく引用される世界中で5台のコンピュータで十分という予言をワトソンが決してしなかったことは明らか」という Maney の言を引用している。
一般にこの引用句は間違った予言の例として挙げられるが、ワトソンが1943年にこれを言ったとすれば、ゴードン・ベルがACMの50周年式典の基調講演で述べたとおり、少なくともその後10年間については正しかったと言える。
IBM Archives Frequently Asked Questions では、この件についての疑問（ワトソンは1950年代にこれを言ったのか）に答えている。それによると答えはノーで、当時社長となっていたトーマス・J・ワトソン・ジュニアが1953年4月28日の株主会議で、IBM 701 について述べた言葉が元ではないかという説を記している。IBM 701 は「IBM初のコンピュータ製品で、科学技術計算用に設計されている」。彼はその会議で「IBMはそのようなマシンの開発計画を策定し、そのようなマシンを使う可能性のある20ほどの場所に説明に回った。なお、このマシンは月額12,000ドルから18,000ドルでレンタルされるものであって、右から左へ売買されるようなものではない。我々はこの巡回で5台の注文を予定していたが、結果として18台の注文を得た」と述べたという。なおワトソン・ジュニアは後に自伝に若干異なる話を載せており、確実な注文は11台、他に見込みがありそうな顧客は10箇所だったと記している。

## THINK
モットー "THINK" をNCR時代から使っており、CTRに移ってからも使い続けた。その後の現在まで続く IBM のモットーの由来である。IBM がアメリカで最初に商標登録を行なったのは "THINK" であり、1935年6月6日のことである。これは定期刊行物の名称としての登録であり、IBMが社名ロゴを商標登録するのはその14年後だった。1940年の伝記記事では「この単語はIBMの全ての建物の全ての部屋の壁に目立つように貼ってある。各従業員はTHINKと書かれたノートを所持しており、何かひらめくとそこに記録する。社用便箋、マッチ、メモ帳などあらゆるところに "THINK" と印刷されている。Think という月刊誌が従業員に配布されている」と記している。IBM の企業文化として浸透しているとされており、ノートパソコンのブランド名 ThinkPad も発想の元に THINK がある。2008年、IBM Mid America Employees Federal Credit Union は Think Mutual Bank に改称した。